# Таруса
Таруса (рус. Таруса) град је у Русији у Калушкој области.

## Становништво
| 1939. | 1959. | 1970. | 1979. | 1989. | 2002. | 2010. |
| ----- | ----- | ----- | ----- | ----- | ----- | ----- |
| 4.000 | 5.413 | 6.025 | 6.284 | 8.795 | 9.893 | 9.656 |